# Decussata
Decussata là một chi bướm ngày thuộc họ Lycaenidae.